# Roche Trouée
La Roche Trouée désigne un éperon rocheux situé à Nismes, dans la commune de Viroinval, en Calestienne, dans la province de Namur, en Belgique.

La Roche Trouée est creusée de nombreuses cavités.

## Site naturel
Les grottes offrent un site d'hibernation aux chauves-souris.

Les pelouses calcicoles environnantes sont des oasis pour les espèces végétales et animales.

## Site préhistorique
Certaines grottes du site ont livré de nombreux objets, dont quelques-uns datent du Paléolithique supérieur (il y a 12 000 à 45 000 ans). Plus au sud, c'est une sépulture collective du Néolithique qui a été découverte. Elle est âgée d'environ 4 000 ans.

## Autres vestiges
À l'extrémité ouest se trouvait une habitation romaine, qui fut occupée de 230 à 400.

## Protection
La Roche Trouée est une zone classée site de grand intérêt biologique, tout comme le fondry des Chiens, dans le réserve naturelle domaniale du Viroin.